# Alfred Mohrbutter

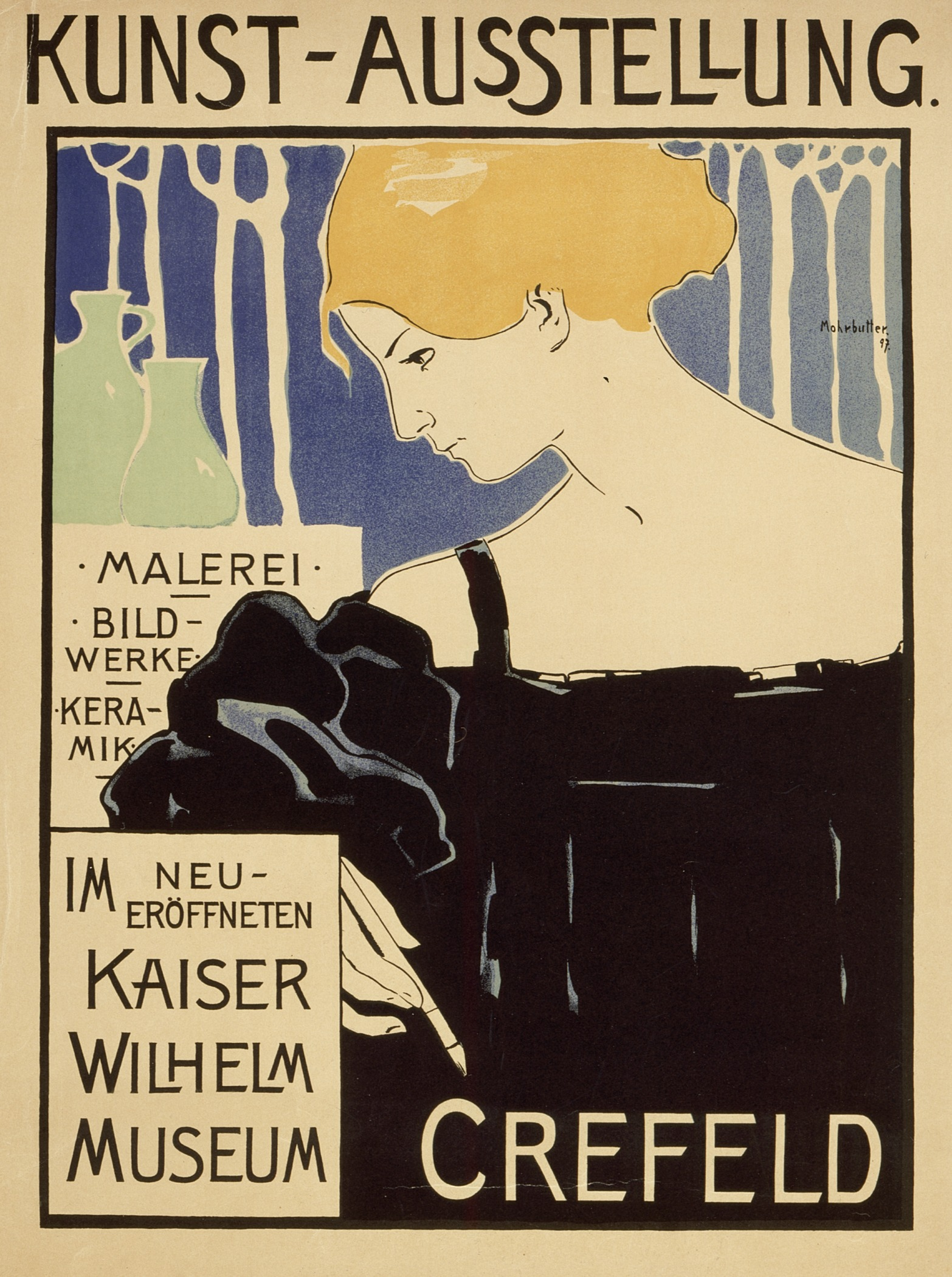
Ausstellungsplakat von Alfred Mohrbutter (1897)

Alfred Mohrbutter (* 10. Dezember 1867 in Celle; † 21. Mai 1916 in Neubabelsberg bei Potsdam) war ein deutscher Maler, Lithograf, Radierer Lehrer und Kunstgewerbler. Im Zuge der Reformbewegung fertigte er bereits im 19. Jahrhundert sogenannte Reformkleider.

## Leben
Mohrbutters Vater war der Dirigent Friedrich-Wilhelm Mohrbutter. In Altona besuchte Alfred Mohrbutter das Christianeum und von 1885 bis 1887 die Gewerbeschule. Dort lernte er von seinem Lehrer Woldemar Friedrich vor allem nach Gipsmodellen zu zeichnen – so, wie es zu der Zeit üblich war.
Von 1887 bis 1890 studierte er an der Großherzoglichen Kunstschule in Weimar in der Klasse von Leopold von Kalckreuth. Zu seinen Mitschülern gehörten auch Julius von Ehren und Momme Nissen.
1891 zog Mohrbutter in sein Elternhaus nach Altona zurück und begann, Bilder von Bekannten und von Männern aus dem Armenhaus zu malen und zu zeichnen. Unter dem Eindruck der Choleraepidemie von 1892 in Hamburg malte er auch realistische Szenen von Kranken und Sarghändlern.
1893 ging Mohrbutter mit seinem Freund, dem Dekorationsmaler Otto Schmarje nach Paris zum Studium an die Académie Julian. Vor allem sein Lehrer Gabriel Ferrier beeinflusste ihn zur verstärkten Hinwendung zu Pastellfarben. Die Beobachtung des Pariser Lebens bestimmten seinen Lebensweg. Sein Interesse an Mode, Stoffen, Farbzusammenstellungen, Porzellan, Glas und Teppichen war geweckt.

## Künstlerclub

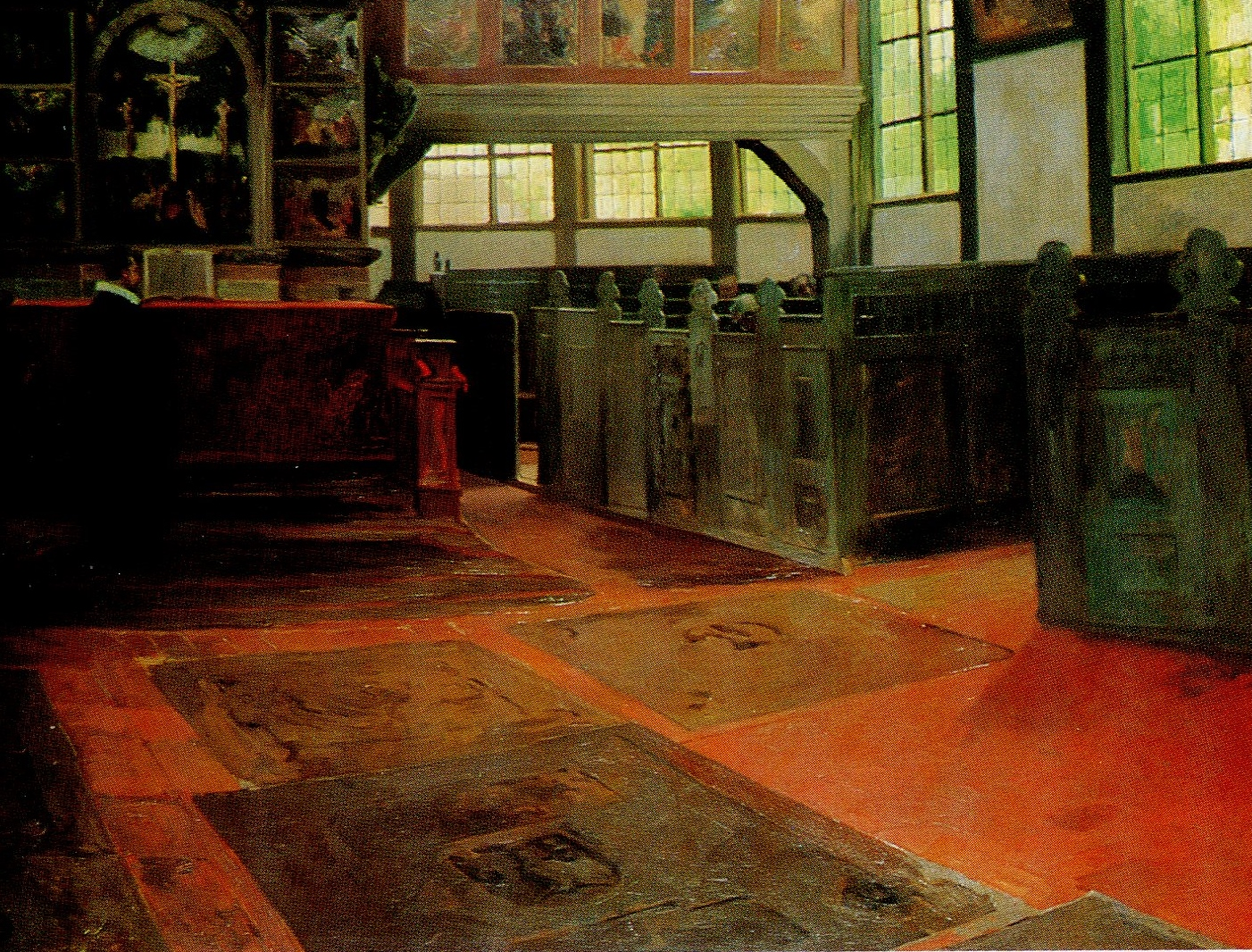
Alfred Mohrbutter: Kirche in Allermöhe (Dreieinigkeitskirche Allermöhe), 1895

Zurück in Hamburg schloss er sich den Künstlern an, die Justus Brinckmann, der Chef des Hamburger Museums für Kunst und Gewerbe um sich versammelt hatte und auch förderte. Mohrbutter gehörte zu den Gründungsmitgliedern des Hamburgischen Künstlerclubs von 1897. Er war zudem Mitglied im Hamburger Künstlerverein von 1832. Auf Ausflügen nach Himmelpforten und Neugraben widmeten sich die jungen Leute vor allem der Landschaftsmalerei. Diese Arbeiten Mohrbutters sind weitgehend verschollen.
Auf Anregung von Brinckmann lernte er bei dem dänischen Maler P. A. Schou, der einige Zeit in Hamburg lebte, die Radierkunst. In der Folge traf er sich mit Julius Wohlers, Otto Schmarje und anderen Künstlerfreunden jahrelang zum Zeichnen in dem von Schou gegründeten Aktclub.
Brinckmann regte ihn, wie auch Julius Wohlers und Otto Eckmann dazu an, Entwürfe für die Scherrebeker Kunstwebschule zu zeichnen. Mohrbutter und seine Frau lernten dafür eigens das Weben und die technischen Bedingungen des Bildwirkens. Nach Mohrbutters Entwürfen entstanden zwölf Wandbehänge. Zwei davon befinden sich heute im Altonaer Museum. Für das Krefelder Kaiser-Wilhelm-Museum entwarf er Plakate und gestaltete Ausstellungen.

## Berlin

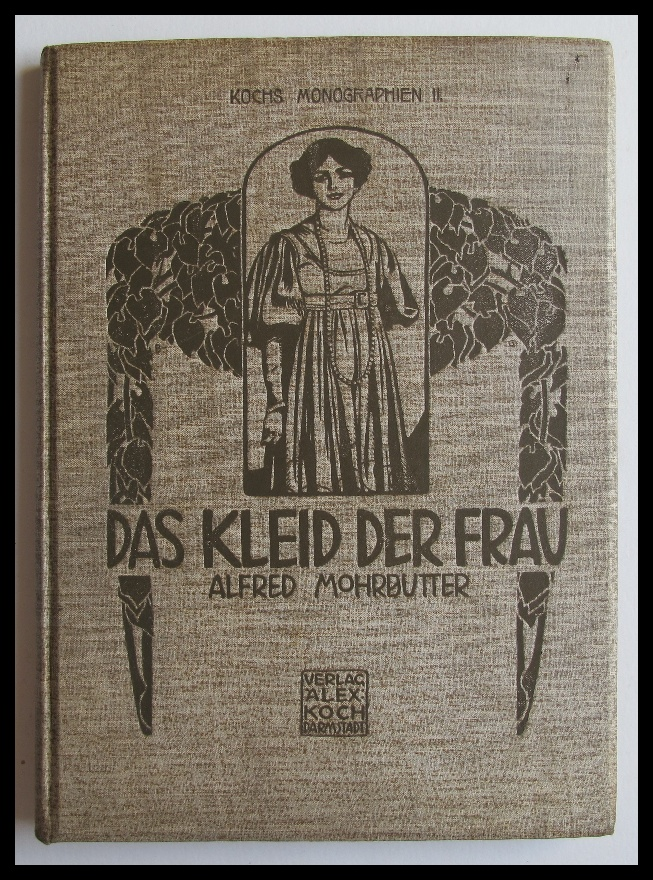
Buchtitel von 1904

1900 zog Mohrbutter nach Berlin und arbeitete bis 1910 als Lehrer an der Kunstgewerbe- und Handwerkerschule in Berlin-Charlottenburg. Seine künstlerische Palette erweiterte sich. Er beschäftigte sich mit Mode und warb in Vorträgen für Reformkleider. Er wandte sich gegen die Mode, die Frauen gesundheitsschädlich einschnürte und entwarf selbst Kleider. 1900 waren seine Entwürfe zusammen mit denen von Henry van de Velde und Margarethe von Brauchitsch in einer Ausstellung in Krefeld zu sehen. 1901 entwarf er für ein Krefelder Unternehmen Seidenstoffe und schrieb 1904 das Buch Das Kleid der Frau. Darüber hinaus beschäftigte er sich mit der farblichen Gestaltung von Porzellan und Glas. Er gehörte zum künstlerischen Beirat des Kleinen Theaters Berlin und war Mitglied im Verein Berliner Künstler und im Deutschen Künstlerbund.
Von 1906 an zog er sich wegen seiner angegriffenen Gesundheit häufiger nach Wyk auf Föhr zurück, dort entstanden eine Reihe pastellfarbener Damenbildnisse. März/April 1908 kurte er in dem Reform-Sanatorium von Erhard Hartung von Hartungen in Riva del Garda, ein internationaler Treffpunkt zahlreicher Künstler, Wissenschaftler, Literaten, Diplomaten und Aristokraten.
Alfred Mohrbutter war einer der Unterzeichner der Gründungsaufrufes des völkisch orientierten Werdandi-Bundes. Als deren Mitglied war er 1908 in der Abteilung Ausstellungen.
Nach Beendigung seiner Lehrtätigkeit beteiligte er sich wieder mit Gemälden an Ausstellungen. Sein Gemälde Der Sammler (im Krieg verbrannt) erhielt 1912 den Ehrenpreis der Stadt Berlin und eine Goldmedaille.
Alfred Mohrbutter starb 1916 im Alter von 48 Jahren in einem Sanatorium in Neubabelsberg.

## Schriften (Auswahl)
- Das Kleid der Frau. Ein Beitrag zur künstlerischen Gestaltung des Frauen-Kleides / von Alfred Mohrbutter. Mit weiteren Entwürfen von Peter Behrens ...  (=  Kochs Monographien, Band 2.) Alexander Koch, Darmstadt / Leipzig 1904. /
  - als Reprint mit Erläuterungen von Silvie Nützel-Lange: Edition Libri Rari im Verlag Schäfer, Hannover 1985, ISBN 3-88746-113-4
- Flächen-Muster / Arbeiten aus einem Kursus von Alfred Mohrbutter, Berlin: Wasmuth, 1908

## Ausstellungen (Auswahl)
- 2019: Hamburger Schule – Das 19. Jahrhundert neu entdeckt (12. April bis 14. Juli), Hamburger Kunsthalle